# Lamproblatta flavomaculata
Lamproblatta flavomaculata är en kackerlacksart som beskrevs av Karlis Princis 1946. Lamproblatta flavomaculata ingår i släktet Lamproblatta och familjen storkackerlackor.
Artens utbredningsområde är Colombia. Inga underarter finns listade i Catalogue of Life.